# Duwa Temür
Duwa Temür (Дуватөмөр) o Dura Timur o Tore Temur (Төртөмөр) fou kan del Kanat de Txagatai de vers el 1329 al 1330/1332. Era un dels fills de Duwa.
Es va rendir a l'exèrcit dels yuans de la Xina el 1313 quan Esen Buka I es va enfrontar al gran kan Ayurbarwada al que pagava tribut fins aquell moment. Va succeir al seu germà Eljigidey al qual va enderrocar ben segur amb el suport de la cort dels Yuan. Fonts musulmanes informen que fou enderrocat del poder molt poc després per un altre germà de nom Tarmashirin, que hauria agafat el control del kanat, però per la història de la dinastia Yuan i per fonts europees se sap que el 1330 Duwa Temür encara era kan. El mateix Tarmasharin diu en una carta que no fou kan fins al 1330 i un mapa publicat a Xiba el 1330 també mostra el kanat de Txagatai com a ulus de Duwa Temür
En el seu regnat el gran kan Tugh Temur (1328 - 1332) es va adjudicar un terç dels ingressos de Khwariz a Khot, dins el kanat. El 1330/1332 va pujar el tron en circumstàncies incertes, el seu germà Tarmashirin.

## Nota
1. ↑  aquesta última consideració en tot cas es poc rellevant ja que un mapa publicat vers 1330 (doncs la data no està precisada) podria incloure dades que ja estarien obsoletes al moment de la publicació